# Сагуач (окръг)
Окръг Сагуач (на английски: Saguache County) е окръг в щата Колорадо, Съединени американски щати. Площта му е 8210 km², а населението – 6626 души (2017). Административен център е град Съуач.